# Daniela Müller (Skirennläuferin)
Daniela Müller (* 3. April 1984) ist eine ehemalige österreichische Skirennläuferin aus Kreuth in Kärnten. Sie war von 2001 bis 2007 im Kader des Österreichischen Skiverbandes und ist Mitglied des SV Villach. Im Jahr 2002 wurde sie Junioren-Vizeweltmeisterin im Super-G und Österreichische Staatsmeisterin in der Kombination.

## Biografie
Müller bestritt ihr erstes FIS-Rennen als 15-Jährige im März 2000. Am 29. Dezember 2001 durfte sie erstmals in einem Weltcuprennen an den Start gehen, konnte sich jedoch bei dem Slalom in Lienz nicht für den zweiten Durchgang qualifizieren. Auch bei ihren nächsten beiden Weltcup-Slaloms in Maribor kam sie zu keinem Ergebnis, sodass sie vermehrt FIS- und auch ihre ersten Europacuprennen fuhr.
Ihren größten Erfolg feierte sie bei den Junioren-Weltmeisterschaften 2002 in Tarvis, wo sie im Super-G hinter Maria Riesch die Silbermedaille gewann. Am Tag zuvor wurde sie in der Abfahrt Vierte und beendete die Weltmeisterschaften mit einer Bronzemedaille in der Kombination. Dazu holte sie sich 2002 den österreichischen Staatsmeistertitel in der Kombination.
In der folgenden Saison 2002/03 musste sie wegen einer Verletzung pausieren. In ihrer Comeback-Saison gewann Müller bei den Junioren-Weltmeisterschaften 2004 in Maribor die Bronzemedaille in der Abfahrt hinter Riesch und Lindsey Kildow. Zudem wurde sie Dritte in der Abfahrtswertung im Europacup. Im Jänner 2005 gewann Daniela Müller mit der Abfahrt in Megève ihr erstes und einziges Europacuprennen. Kurz darauf zog sie sich beim Europacup-Abfahrtstraining in Reinswald/Sarntal einen Kreuzbandriss und eine Meniskusverletzung zu, behielt aber aufgrund ihrer guten Ergebnisse den zweiten Platz in der Europacup-Abfahrtswertung und hatte somit einen Fixplatz für die Weltcup-Saison 2005/06.
Am 2. Dezember 2005 startete Müller in Lake Louise erstmals in einer Weltcup-Abfahrt, kam aber über Platz 50 nicht hinaus. Auch bei den nächsten beiden Abfahrten konnte sie nicht punkten und bestritt in der weiteren Saison Europacup- und FIS-Rennen. Doch sie verletzte sich abermals und konnte nur mehr schwer Anschluss finden. Ihr letztes Rennen bestritt sie am 31. März 2007 bei den slowenischen Staatsmeisterschaften in Innerkrems, wo sie Platz drei in der Abfahrt belegte. Zwei Tage zuvor gewann sie die Bronzemedaille bei den österreichischen Staatsmeisterschaften in der Abfahrt.

## Erfolge

### Europacup
- Saison 2003/04: 3. Abfahrtswertung
- Saison 2004/05: 2. Abfahrtswertung
- Saison 2006/07: 6. Abfahrtswertung
- 4 Podestplätze, davon 1 Sieg:

| Datum           | Ort    | Land       | Disziplin |
| --------------- | ------ | ---------- | --------- |
| 15. Jänner 2005 | Megève | Frankreich | Abfahrt   |

### Juniorenweltmeisterschaften
- Tarvisio 2002: 2. Super-G, 3. Kombination, 4. Abfahrt, 17. Slalom, 29. Riesenslalom
- Maribor 2004: 3. Abfahrt, 7. Super-G

### Weitere Erfolge
- Österreichische Staatsmeisterin in der Kombination 2002
- Österreichische Jugend-Staatsmeisterin im Slalom 2001
- 5 Siege in FIS-Rennen (4 × Super-G, 1 × Slalom)